# ليندن أشبي
ليندن أشبي (بالإنجليزية: Linden Ashby)‏ مواليد 23 مايو 1960 في أتلانتيك بيتش، الولايات المتحدة، هو ممثل ومخرج أمريكي بدأ مسيرته الفنية سنة 1983. من أشهر أدواره جوني كايج في فيلم مورتال كومبات.

## الأعمال

### أفلام
- مورتال كومبات (1995) (بدور: جوني كيج)
- ريزدنت إيفل: الانقراض (2007)
- ليلة حفل التخرج (2008)
- آيرون مان 3 (2013)

### مسلسلات
- المحبة (1983) (بدور: كورتيس ألدن)
- ملروس بليس (1993) (بدور: تشارلز رينولدز)
- ملروس بليس (1995)
- سي اس آي: التحقيق في موقع الجريمة (2002)
- ذا ينغ أند ذا رستلس (2003)
- سي إس آي: ميامي (2005) (بدور: ستيفن هاردي)
- أيام حياتنا (2008)
- دروب ديد ديفا (2009)
- ذئب مراهق (2011)

## الجوائز
| السنة | الجائزة                                   | الفئة                             | النتيجة |
| ----- | ----------------------------------------- | --------------------------------- | ------- |
| 2005  | جوائز سوب أوبرا ديجست                     | شخصية الشرير المفضلة              | رُشِّح     |
| 2013  | مهرجان الموسيقى والأفلام المستقلة العالمي | أفضل ممثل رئيسي في فيلم قصير      | رُشِّح     |
| 2017  | جائزة زحل                                 | أفضل ممثل مساعد في مسلسل تلفزيوني | رُشِّح     |

## روابط خارجية
- ليندن أشبي على موقع IMDb (الإنجليزية)
- ليندن أشبي على موقع ألو سيني (الفرنسية)
- ليندن أشبي على موقع أول موفي (الإنجليزية)
- ليندن أشبي على موقع قاعدة بيانات الأفلام السويدية (السويدية)
- ليندن أشبي على موقع إن إن دي بي (الإنجليزية)
- ليندن أشبي على موقع قاعدة بيانات الفيلم (الإنجليزية)
- ليندن أشبي على موقع كينوبويسك (الروسية)